# Yassin (nom)
Yassin és un nom masculí àrab (àrab: ياسين, Yāsīn) format per les lletres ya i sin, dues de les anomenades huruf muqattaat o ‘lletres enigmàtiques’ que donen nom a la sura 36 de l'Alcorà. Si bé Yassin és la transcripció normativa en català del nom en àrab clàssic, també se'l pot trobar transcrit Yasin, Yassine, Yaseen, Yacine, Iassin, Jacin… Aquest nom també el duen molts musulmans no arabòfons que l'han adaptat a les característiques fòniques i gràfiques de la seva llengua: en turc, Yasin…
Vegeu aquí personatges i llocs que duen aquest nom.